# Чарлс Кинг (атлетичар)
Чарлс Кинг (енгл. Charles M. King; Сенатобија, 10. децембар 1880 — Форт Ворт, 19. фебруар 1958) био је амерички атлетичар који се углавном такмичио у скоковима без залета.
Кинг је као члан олимпијског тима САД учествовао на Олимпијским играма 1904. у Сент Луису САД. Такмичио се у скоку удаљ без залета и троскоку без залета и у обе дисциплине освојо је друго место и сребрну медаљу. У обе дисцилине био је поражен од свог саиграча у репрезентацији Реја Јурија.